# Juan Corradi
Juan Corradi (Cortemaggiore, Piacenza, segle xviii - Madrid, c. 1835) fou un escriptor, traductor i periodista espanyol d'origen italià, pare de l'escriptor, periodista i polític Fernando de Corradi.

## Biografia
Va néixer a Cortemaggiore, prop de Piacenza, al ducat de Parma. Provenia d'una branca dels marquesos de Corradi. Des de jove va tenir gran facilitat per a les llengües i esdevingué poliglota, fet que li permeté treballar com a traductor. Va traslladar-se a Espanya potser com a parent del gran impressor i comerciant de llibres madrileny Ángel Corradi. Tal com exposa Elisabel Larriba, el 1804 va intentar publicar el Diario de las Damas, però li va ser denegat a mans de Juan Antonio Meló; en el segon intent fallit, el 1805, s'havia dirigit directament al rei. El 1806 va intentar publicar un altre amb el títol de Diario de la Joventud i se li va tornar a denegar, tot i que havia adjuntat fins a set números ja escrits. Va ser guàrdia de corps de la Companyia Italiana recomanat a la reina Maria-Lluïsa pel duc de Parma; després de ser ascendit a cadet de guàrdies (grau equivalent a capità de cavalleria), va deixar el cos per ingressar en l'Estat Major, però va ser complicat en la causa d'El Escorial per la seva amistat amb el duc de San Carlos i va acabar tancat a la presó amb la seva dona i cinc fills petits. Allí va néixer el 1808 el seu sisè fill, el futur periodista liberal Fernando de Corradi. Alliberat, Juan Corradi es va dedicar a estudiar la llengua i la literatura espanyola. Va lluitar en la Guerra del Francès escrivint als diaris de llavors. En aquella època va establir amistat amb els liberals Agustín Argüelles, Diego Muñoz Torrero i el comte de Toreno. Va ser cap de redacció des de 1810 del Diario de las Actas y Discusiones de las Cortes durant les Corts de Cadis. Obligat a emigrar per ser liberal el 1814, va viure a França entre 1814 i 1820, any i mig a Perpinyà i després a París des de juny de 1817. El 1820 va ser reposat en el càrrec de cap de redacció del Diario de las actas y discussiones de las Cortes (1820-1823). També va ser cap de redacció del Diario de la Corte de Madrid, 1822. El setembre de 1822 va ser expulsat del país per un assumpte no aclarit quan estava a París amb Beltrán de Lis. Va traduir obres del francès, de vegades amb el seu nom i de vegades amb l'anagrama de Juan Idarroc. Per exemple algunes novel·les de François-Thomas-Marie de Baculard d'Arnaud i els estudis sobre Cristóbal Colón de Joachim Heinrich Campe. Es creu que devia morir cap a 1835, ja que d'aquest any data l'últim llibre traduït per ell.

## Obres
- Catecismo político, arreglado á la constitución de la monarquia española: para ilustración del pueblo, instrucción de la juventud, y uso de las escuelas de primeras letras. [Madrid], a l'oficina de Collado, 1812. La seva segona edició va ser presentada l'octubre de 1820.
- Descubrimiento y conquista de la América, o compendio de la historia general del Nuevo Mundo, Madrid, 1803 (traducció; només és autor de les ampliacions i les notes).
- Duende de nuestros exercitos; Descubierto por un buen patriota, 1810.
- Defensa de la libertad de la imprenta. Examen del papel intitulado observationes sobre la libertad de la Prensa, 1810.